# Efeito Hall

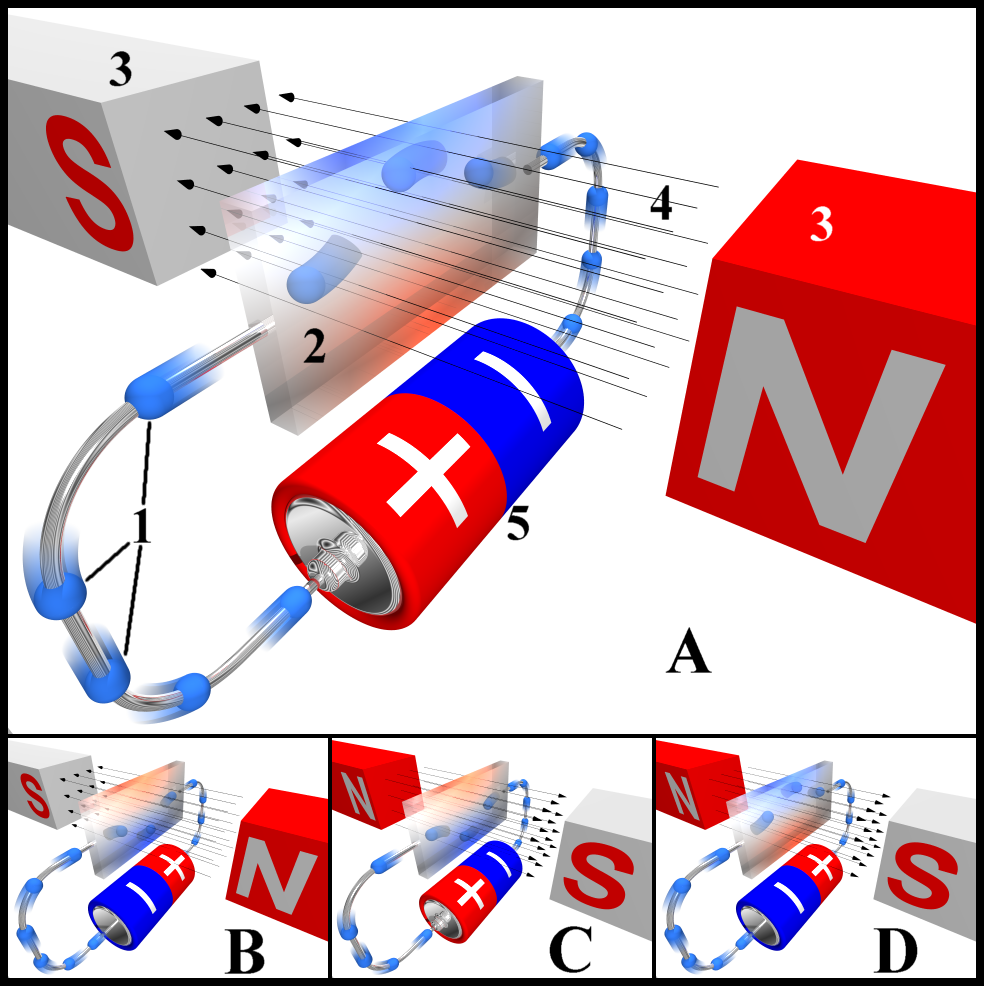
Diagrama do efeito Hall, mostrando o fluxo de elétrons.
Legenda:
1. Fluxo de elétrons (diferente da corrente convencional!)
2. O elemento Hall, ou sensor Hall
3. Imãs
4. Campo magnético
5. Fonte de alimentação
Descrição:
Na figura "A", o elemento Hall recebe uma carga negativa na extremidade superior (simbolizado pela cor azul) e uma positiva na extremidade inferior (cor vermelha). Em "B" e "C", tanto a corrente elétrica ou o campo magnético são revertidos, causando a polarização reversa. Invertendo ambas corrente e campo magnético (figura "D") faz com que o elemento Hall novamente assuma a carga negativa na extremidade superior.

O efeito Hall está relacionado com o surgimento de uma diferença de potencial num condutor elétrico transversal ao fluxo de corrente e de um campo magnético perpendicular à corrente. Esse fenômeno foi descoberto em 1879 por Edwin Herbert Hall, e é aplicado no estudo da condutividade ao possibilitar a determinação do sinal e da densidade de portadores de carga em diferentes tipos de materiais. O efeito Hall é a base de diversos métodos experimentais utilizados na caracterização de metais e semicondutores.

## Descoberta
Em 1879, Edwin Herbert Hall descobriu o efeito que leva seu nome durante seu doutorado em física sob a supervisão de Henry Augustus Rowland na Universidade Johns Hopkins em Baltimore, Maryland. Em seus estudos experimentais sobre a influência do campo magnético nos portadores de carga da corrente elétrica, ele determinou a existência de portadores de carga negativa muitos anos antes da descoberta dos elétrons por Joseph John Thomson. Segundo seu trabalho, o campo magnético desviaria o movimento de cargas eletrônicas dentro de um condutor e a deflexão poderia ser medida como uma voltagem, {\displaystyle V_{H}}, perpendicular ao fluxo das cargas (vide Força magnética). Essa diferença de potencial, também conhecida como voltagem Hall, revela informações essenciais sobre os portadores de carga em um semicondutor, incluindo se são elétrons negativos ou quase partículas positivas, sua velocidade em um campo elétrico ou sua “mobilidade” (µ) e sua densidade (n) dentro do semicondutor.

## Teoria
Durante seus estudos de doutorado, Edwin Hall buscava entender qual era a influência de um campo magnético externo sobre um fio condutor. Ele queria entender se a força devido a este campo externo atuava sobre os portadores de corrente elétrica ou sobre o fio como um todo. Hall acreditava que essa força magnética atuaria sobre os portadores de carga, fazendo com que a corrente se deslocasse para uma determinada região do fio, e portanto, a resistência do fio aumentaria.
Apesar de não ter observado tal aumento na resistência do fio em seus experimentos, Hall sabia que de alguma forma a corrente elétrica era alterada sem que a resistência fosse modificada. Ele propôs a presença de um estado de estresse em uma determinada região do condutor, devido ao acúmulo de portadores de carga, que originaria uma diferença de potencial transversal mais tarde conhecida como tensão de Hall.
Para entender melhor a origem desse fenômeno vamos considerar a definição para corrente elétrica segundo o modelo de Drude, ou seja, vamos considerar que a corrente é formada por um fluxo de portadores de carga (elétrons, íons ou lacunas) que seguem uma trajetória linear até que se choquem com os átomos da rede, impurezas, fônons, etc. Em seus experimentos, Hall considerou um fio metálico conduzindo corrente elétrica ao longo do eixo x (com densidade de corrente {\displaystyle \mathbf {j} _{x}}), sob a ação de um campo magnético externo {\displaystyle \mathbf {B} } aplicado ao longo do eixo z. A presença do campo faz com que os portadores de carga experimentem uma força magnética que causa uma deflexão na trajetória dos portadores na direção y. Essa mudança de trajetória gera separação de cargas ao longo da direção y e, consequentemente, um campo elétrico, {\displaystyle \mathbf {E} _{y}}, conhecido como campo de Hall. haverá então um acúmulo de carga nas extremidades do elemento Hall, resultando na d.d.p. conhecida como potencial de Hall, {\displaystyle V_{H}}. Para um metal simples, ou seja, com um único portador de carga, o potencial de Hall pode ser escrito como:
{\displaystyle V_{H}={\frac {-IB}{nqd}}}, onde {\displaystyle n} representa a densidade de portadores e {\displaystyle d} a espessura do fio.
Uma outra quantidade interessante relacionada ao efeito Hall é o coeficiente de Hall, que é a constante de proporcionalidade entre o campo de Hall e o produto do campo magnético com o fluxo de corrente
{\displaystyle R_{H}={\frac {\mathbf {E} _{y}}{\mathbf {B} \mathbf {j} _{x}}}={\frac {dV_{H}}{IB}}={\frac {-1}{nq}}}
Como o sinal da força magnética é o mesmo para cargas positivas se movendo em uma determinada direção e cargas negativas se movendo na direção oposta, o sinal do coeficiente de Hall depende exclusivamente do campo de Hall. Assim, como o sinal de {\displaystyle \mathbf {E} _{y}} depende exclusivamente do sinal da carga dos portadores, o coeficiente de Hall permite identificar se o fluxo de corrente se deve a portadores negativos ({\displaystyle R_{H}<0}) ou positivos ({\displaystyle R_{H}>0}).
Desta maneira, podemos concluir que o efeito Hall, além de permitir a determinação da densidade de corrente e a mobilidade dos portadores ou do campo magnético, este também permite a distinção entre um fluxo de cargas positivas e negativas. O efeito Hall é a primeira prova real de que a corrente elétrica em metais se deve ao movimento dos elétrons e não dos prótons. Ainda mais, esse efeito demonstrou que em alguns materiais, especialmente semicondutores do tipo p, a maneira mais apropriada de se descrever a corrente elétrica é através do fluxo de buracos positivos ao invés de elétrons. Contudo, o efeito Hall gera confusões em alguns casos. Por exemplo, buracos se movendo para a esquerda na realidade são elétrons se movendo para a direita e portanto devemos ter o mesmo sinal para o coeficiente de Hall, o que não ocorre. Tal problema só pode ser solucionado quando consideramos a teoria quântica do transporte em sólidos [2].

### Efeito Hall em semicondutores
A forma do coeficiente de Hall para semicondutores é mais complexa, uma vez que podemos ter dois tipos de portadores de carga, elétrons e buracos, com densidades e mobilidades diferentes. Para o caso de campos magnéticos moderados podemos escrever o coeficiente de Hall como sendo [3]
{\displaystyle R_{H}={\frac {-n\mu _{e}^{2}+p\mu _{b}^{2}}{e(n\mu _{e}+p\mu _{b})}}}, onde {\displaystyle n} e {\displaystyle p} são as densidades e {\displaystyle \mu _{e}} e {\displaystyle \mu _{b}} são as mobilidades para os elétrons e buracos respectivamente. No caso de campos magnéticos altos o coeficiente de Hall é análogo ao caso de um único portador
{\displaystyle R_{H}={\frac {-(p-nb^{2})}{e(p+nb)^{2}}}}, onde {\displaystyle b=\mu _{e}/\mu _{b}}.

### Efeito Hall quântico
Ver artigo principal: Quantum Hall Effect  (em inglês)
Efeito observado em sistemas eletrônicos de duas dimensões sob baixas temperaturas e altos campos magnéticos. A característica marcante desse efeito é a presença de uma condutividade de Hall quantizada, onde a quantização esta relacionada aos níveis de Landau.

### Efeito Hall com spin
Ver artigo principal: Spin Hall Effect  (em inglês)
O efeito  Hall com spin esta relacionado com a existência de um acúmulo de spin nas extremidades de um condutor com uma corrente de portadores. Neste caso, não é necessária a presença de um campo magnético externo para  se observar o efeito. Esse efeito foi descoberto por I. Dyakonov e V.I.Perel, em 1971, e observado experimentalmente 30 anos mais tarde em semicondutores e metais sob criogenia e à temperatura ambiente.

### Efeito Hall anômalo
Em materiais ferromagnéticos (e materiais paramagnéticos na presença de um campo magnético), a resistividade Hall inclui uma contribuição adicional ao efeito Hall comum, conhecido como o efeito Hall anômalo. Esse efeito depende diretamente da magnetização do material, e é frequentemente maior que o efeito Hall comum. Embora este seja um fenômeno bem conhecido, ainda existem discussões sobre sua origem em diversos materiais. O efeito Hall anômalo pode ser um efeito extrínseco causado pelo espalhamento dos portadores de carga com spin, ou um efeito intrínseco que pode ser descrito em termos do efeito de Fase de Berry no espaço do momentum do cristal [5].

### Efeito Hall em gases ionizados
O efeito Hall em um gás ionizado (plasma) é significativamente diferente do efeito Hall em sólidos (onde o coeficiente de Hall {\displaystyle R_{H}} é sempre muito inferior à unidade). Em um plasma, o coeficiente de Hall pode assumir qualquer valor, sendo dado pela relação entre a girofrequência do elétron, {\displaystyle \Omega _{e}}, e a frequência de colisão entre os elétrons e as partículas pesadas {\displaystyle \nu },
{\displaystyle R_{H}={\frac {\Omega _{e}}{\nu }}={\frac {eB}{m_{e}\nu }}}
onde {\displaystyle m_{e}} é a massa do elétron.
O valor do coeficiente de Hall é diretamente proporcional à intensidade do campo magnético. Fisicamente, sabemos que a trajetória dos elétrons é curvadas pela força magnética. No entanto, quando o coeficiente de Hall é baixo, o movimento do elétron entre duas colisões com as partículas pesadas é quase linear. Por outro lado, se o coeficiente de Hall é alto, o trajeto dos portadores é altamente curvado e a aproximação de trajetórias retilíneas não se aplica. No caso do gás ionizado, o vetor densidade de corrente não é mais colinear ao vetor campo elétrico, e o ângulo {\displaystyle \theta } entre eles está relacionado ao coeficiente de Hall da seguinte maneira:
{\displaystyle R_{H}=\cos {(\theta )}}.

## Aplicações
Sensores Hall são usados para medir os campos magnéticos, ou inspecionar materiais (tais como tubos ou tubulações), utilizando o princípio de fuga de fluxo magnético.
Como os dispositivos de efeito Hall produzem sinais de nível muito baixo, há a necessidade do uso de amplificadores. Os amplificadores de tubo de vácuo disponíveis na primeira metade do século 20 eram muito caros, consumiam muita energia e não eram confiáveis para aplicações cotidianas. Foi somente com o surgimento dos circuitos integrados de baixo custo que o sensor de efeito Hall tornou-se adequado para aplicação comercial. Muitos dos dispositivos atuais vendidos como sensores Hall são formados por um sensor Hall propriamente dito e um circuito integrado (CI) de amplificação.

### Vantagens e desvantagens
Os dispositivos de efeito Hall são imunes à poeira, sujeira, lama e água quando embalados propriamente. Tais características os tornam melhores sensores de posição do que, por exemplo, sensores óticos ou eletromecânicos.
Como citado anteriormente, a tensão de Hall é, em geral, da ordem de milivolts (mV). Isso faz com que seja necessária a ampliação do sinal utilizando-se um circuito baseado em transistores. Além disso, campos magnéticos do entorno (campo de outros fios ao redor do sensor) podem diminuir ou aumentar o campo que a sonda Hall pretende detectar, tornando os resultados imprecisos.

### Aplicações atuais
Sensores de efeito Hall são utilizados em diversos contextos, como medidores de rotação (rodas de bicicleta, dentes de engrenagens, indicador de velocidade para automóveis, sistemas de ignição eletrônica), sensores de fluxo de fluidos, sensores de corrente e pressão. Os sensores Hall também são aplicados quando são necessários potenciômetros ou interruptores robustos e interruptores sem contato. Dentre essas aplicações temos gatilhos de armas de paintball eletropneumático, smartphones e alguns sistemas de posicionamento global.

### Aplicações industriais
Os sensores de efeito Hall também encontraram aplicações industriais, onde são utilizados joysticks de Efeito Hall para controlar válvulas hidráulicas, substituindo a tradicional alavanca mecânica. Tais aplicações incluem: Mineração de caminhões, Retroescavadeiras, Guindastes, etc.

## Efeito Corbino

Disco de Corbino

O efeito Corbino é um fenômeno similar ao efeito Hall, contudo, aqui a amostra de metal é um disco ao invés de fio retangular. Devido sua forma, o disco de Corbino permite a observação da magnetorresistência de Hall sem a presença de uma tensão de Hall associada.
Uma corrente radial atravessa um disco metálico circular, submetido a um campo magnético perpendicular ao plano do disco. Analogamente ao efeito Hall comum, temos a produção de uma corrente "circular" através do disco [6].  A ausência de limites livres transversais no material faz com que a interpretação do efeito Corbino seja  mais simples do que a do efeito Hall.